# Kid Paddle
Kid Paddle – belgijska, francuskojęzyczna humorystyczna seria komiksowa, autorstwa Michela Ledenta, tworzącego pod pseudonimem Midam. Opowiada w krótkich historiach o perypetiach chłopca imieniem Kid Paddle oraz jego przyjaciół. Kid zafascynowany jest grami komputerowymi i filmami grozy.

## Publikacja
Po raz pierwszy postać Kida pojawiła się w 1993 na łamach magazynu komiksowego „Le Journal de Spirou”. Od 1996 nakładem wydawnictwa Dupuis ukazuje się w tomach indywidualna seria z przygodami chłopca. W języku polskim Egmont Polska opublikował pierwszych 11 tomów. Na podstawie serii powstały: serial animowany, gra komputerowa oraz poboczna seria komiksowa pt. Game Over.

## Postacie
- Kid Paddle – główna postać serii
- Karolina Paddle – siostra Kida
- Pan Paddle – ojciec Kida
- Horacy – przyjaciel Kida
- Big Bang – przyjaciel Kida
- Łowca Blorków – postać z ulubionej gry Kida
- Blorki – stwory z ulubionej gry Kida
- Mirador – szef salonu gier komputerowych, który nie lubi Kida, Big Banga, a najbardziej Horacego

## Tomy
| Tom | Tytuł i rok wydania polskiego              | Tytuł i rok wydania oryginalnego             |
| --- | ------------------------------------------ | -------------------------------------------- |
| 1   | Zabawy niegrzecznych chłopców (2001)       | Jeux de vilains (1996)                       |
| 2   | Totalna masakra (2001)                     | Carnage total (1996)                         |
| 3   | Chłopiec apokalipsy (2002)                 | Apocalypse boy (1997)                        |
| 4   | Psy wojny (2002)                           | Full metal casquette (1998)                  |
| 5   | Obcy w bitej śmietanie (2008)              | Alien chantilly (1999)                       |
| 6   | Rodeo Blork (2008)                         | Rodéo Blork (2000)                           |
| 7   | Aquaterminator (2009)                      | Waterminator (2001)                          |
| 8   | Nazywam się Paddle, Kid Paddle (2007)      | Paddle... My name is Kid Paddle (2002)       |
| 9   | Bęc! Bęc! Łup! (2009)                      | Boing! Boing! Bunk! (2004)                   |
| 10  | Ciemność, uwielbiam ciemność! (2008)       | Dark, j'adore (2005)                         |
| 11  | Cuchnąca, krwiożercza mumia powraca (2008) | Le retour de la momie qui pue qui tue (2007) |
| 12  |                                            | La compil'gore (2009)                        |
| 13  |                                            | Slime Project (2012)                         |
| 14  |                                            | Serial Player (2014)                         |
| 15  |                                            | Men in Blork (2017)                          |
| 16  |                                            | Kid n'Roses (2020)                           |
| 17  |                                            | Tattoo compris (2021)                        |
| 18  |                                            | Silence of the Lamps (2022)                  |
| 19  |                                            | Love, Death and RoBlorks (2023)              |